# Heja, hej Viole
»Heja, hej Viole« je skladba skupine Čudežna polja in uradna himna nogometnega kluba Maribor iz leta 1992. Avtor glasbe in besedila je Gorazd Elvič.

## Ideja, nastanek
Pesem je nastajala v času sezone 1991/92 Prve slovenske nogometne lige, v kateri si je NK Maribor prvič v zgodovini priigral nastop v evropskih pokalih. Klub je hitro zatem začel z organizacijskimi pripravami za uspešno predstavitev v Evropi. 
Priprave so med drugim vključevale razmislek o detajlih in pomenu uradne himne za nogometni klub, kot je NK Maribor. Gorazd Elvič, član skupine Čudežna polja, se spominja, da je kot navijač kluba in ljubitelj nogometa bil na sestanku s tedanjim predsednikom kluba mag. Jožetom Breznikom in direktorjem Željkom Fundakom in jima ponudil, da ustvari avtorsko himno kluba, ki bi jo Čudežna polja posnela do prve evropske tekme NK Maribor v zgodovini, in sicer z Atleticom iz Madrida. Oba sta se takoj strinjala in hitro se je Gorazd lotil projekta. Preden je napisal klubsko himno, je preposlušal himne največjih svetovnih nogometnih klubov in himne svetovnih nogometnih prvenstev.
Premierna izvedba pesmi se je zgodila 16. septembra 1992, ko so skladbo Čudežna polja premierno izvedla na stadionu Ljudski vrt, na prvi evropski tekmi kluba NK Maribor proti klubu Atletico Madrid.

### Snemanje
Pesem je bila posneta v RTV Maribor. Pri snemanju je v živo kot vokalna spremljava sodelovalo tudi 20 članov navijaške skupine NK Maribor, znanih pod imenom Viole. Skladba je bila izdana na albumu Čudežna polja na kaseti pri založbi ZKP RTV Slovenija, posneli so tudi videospot.

## Zasedba

### Produkcija
- Gorazd Elvič – glasba, besedilo
- Vojko Sfiligoj – producent
- Aljaž Šimek – aranžma
- Danilo Ženko – tonski snemalec
- Iztok Černe – tonski snemalec

### Studijska izvedba
- Zdenko Zagorac - vokal
- Gorazd Elvič - kitara, vokal
- Slavko Kovačič - bas kitara, vodilni vokal
- Rudi Jazbec - kitara, vokal
- Danilo Karba - bobni
- 20 članov navijaške skupine Viole - spremljevalni vokali